# Vilho Niittymaa
Vilho Niittymaa (Finlandia, 19 de agosto de 1896-29 de junio de 1979) fue un atleta finlandés, especialista en la prueba de lanzamiento de disco en la que llegó a ser subcampeón olímpico en 1924.

## Carrera deportiva
En los JJ. OO. de París 1924 ganó la medalla de plata en el lanzamiento de disco, llegando hasta los 44.95 metros, tras el estadounidense Clarence Houser que batió el récord olímpico con 46.155 metros, y por delante de otro estadounidense Thomas Lieb (bronce).